# División de Sukkur
La división de Sukkur (en urdu : سکھر ڈویژن) es una subdivisión administrativa de la provincia de Sind en Pakistán. Cuenta con 5,5 millones de habitantes en 2017, y su capital es Sukkur.
Como todas las divisiones pakistaníes, fue derogada en 2000 y luego restablecida en 2011 por el gobierno provincial. En 2014, se redujo la división a tres distritos al crearse Shaheed Benazirabad.
La división reagrupa los distritos siguientes:
- Ghotki
- Khairpur
- Sukkur